# Dichromodes estigmaria
Dichromodes estigmaria là một loài bướm đêm thuộc họ Geometridae. Nó được tìm thấy ở Úc.

## Hình ảnh

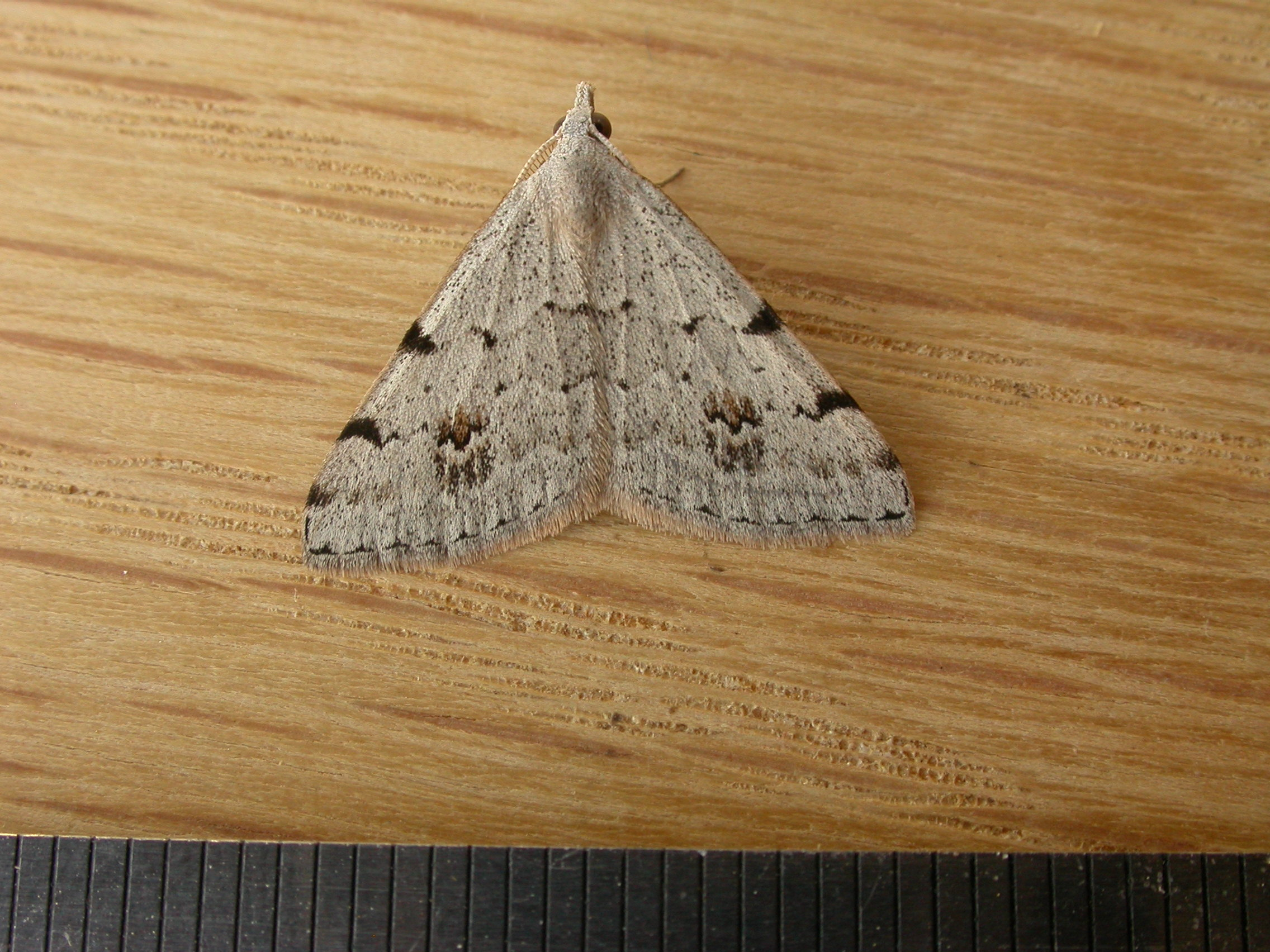
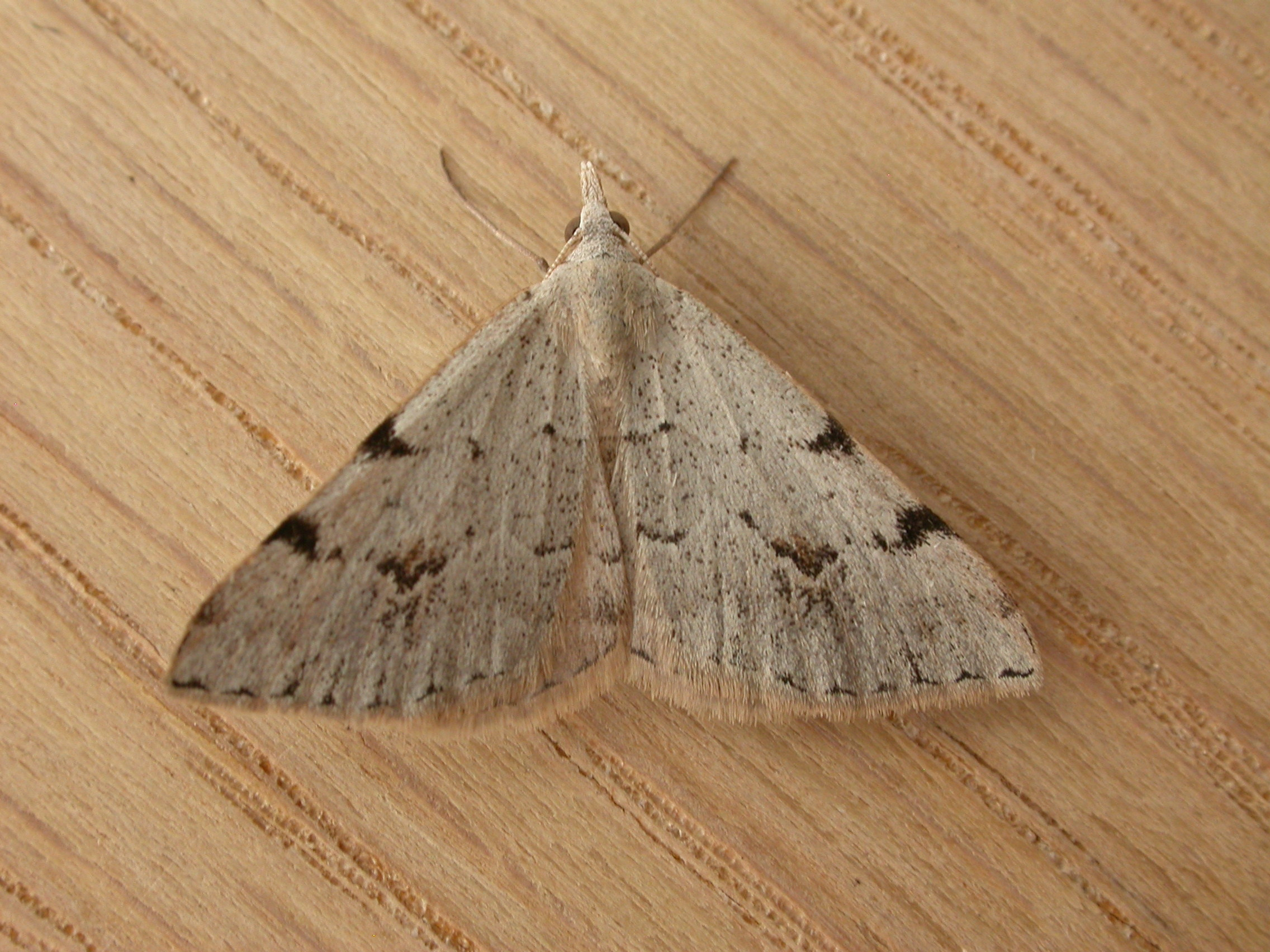
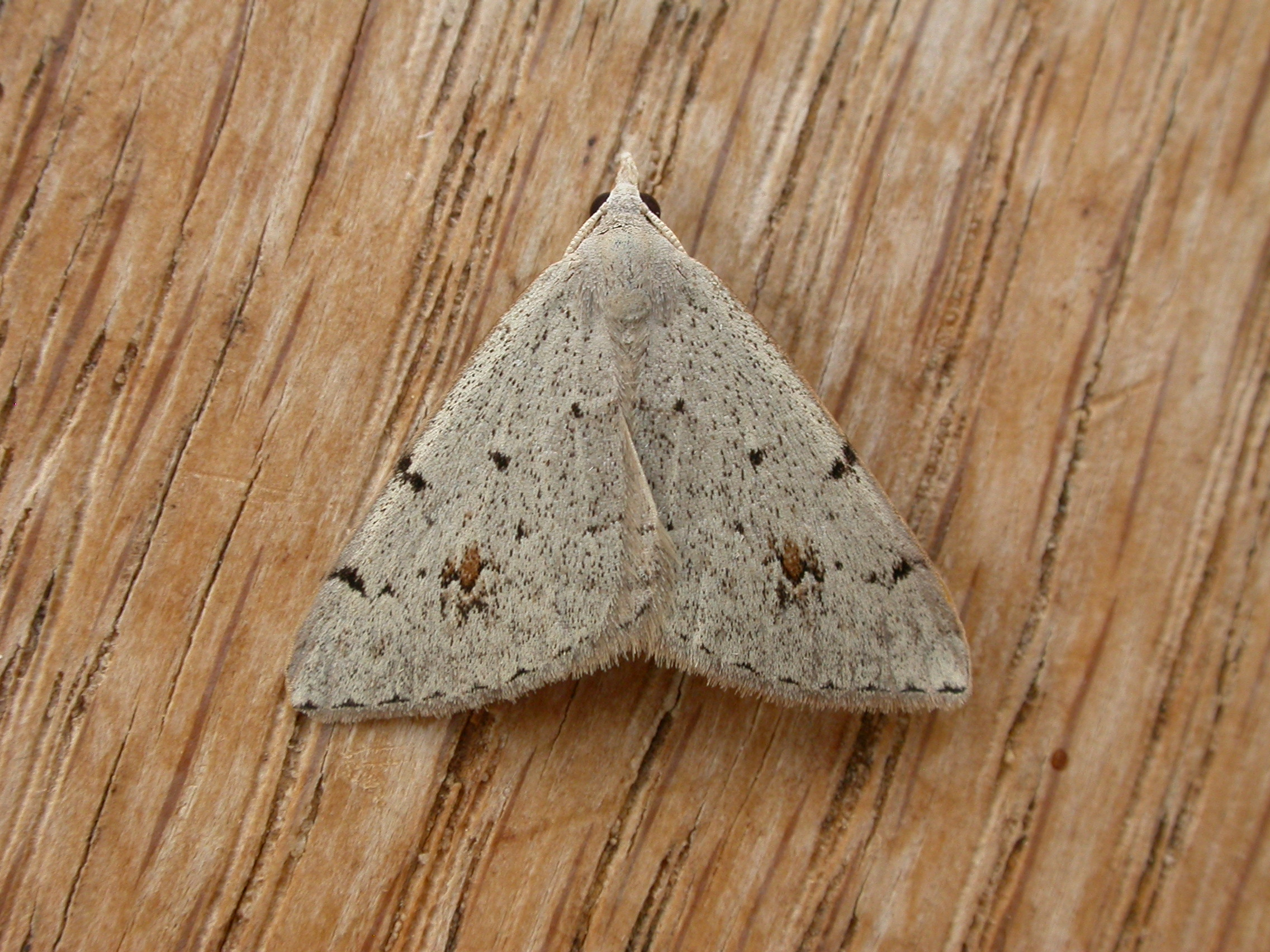
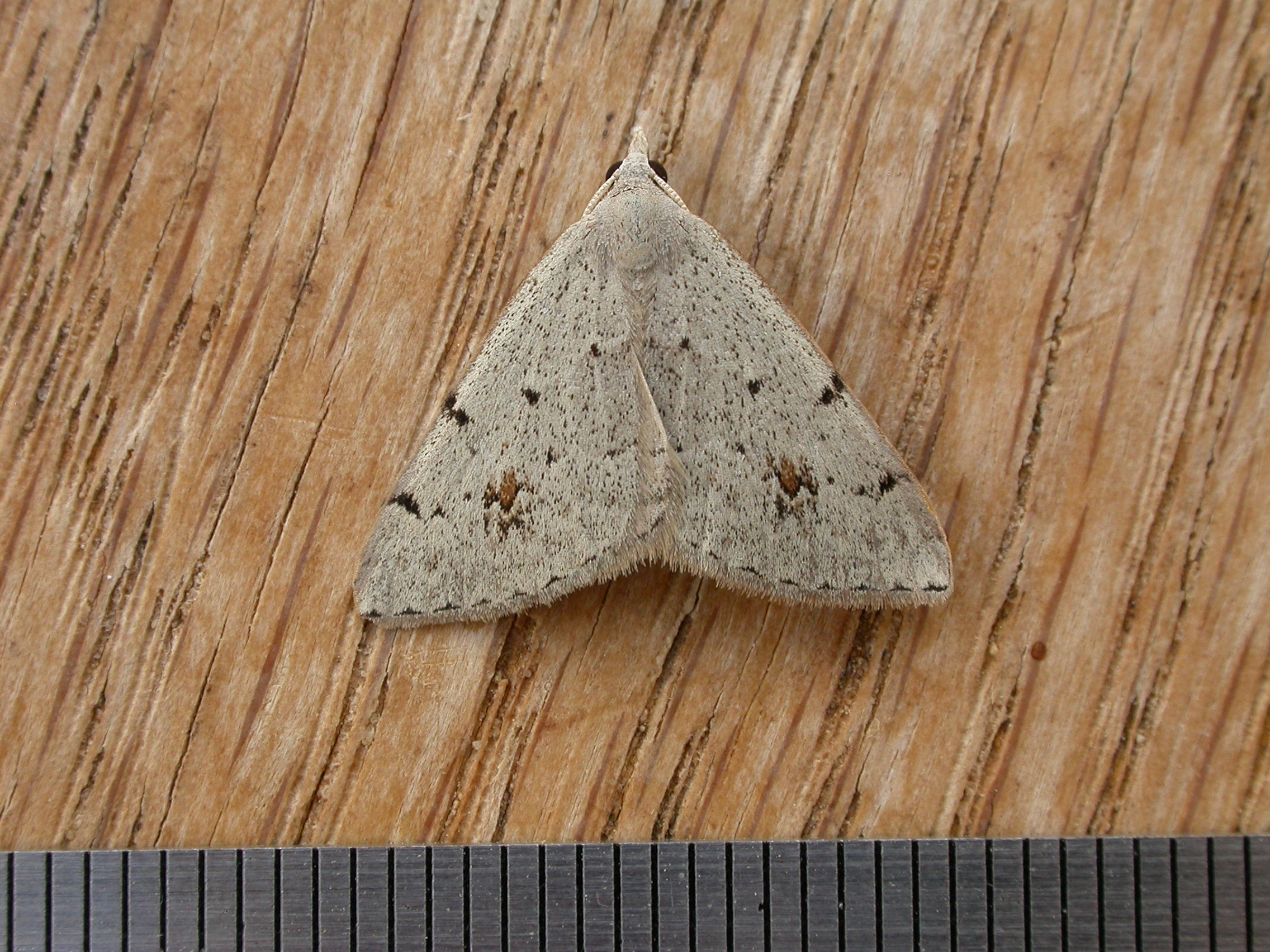